# Морі Сіґефумі
Морі Сіґефумі (яп. 森重文, 23 лютого 1951) — японський математик, відомий своїми працями в алгебричній геометрії особливо щодо класифікації тривимірних многовидів.
Він узагальнив класичний підхід до класифікації алгебричних поверхонь, щоб класифікувати алгебричні тривимірні многовиди. Класичний підхід використовував концепцію мінімальної моделі алгебричних поверхонь. Він виявив, що концепція мінімальних моделей може бути застосована і до тривимірних многовидів, якщо врахувати деякі їх особливості.
Розширення результатів Морі до розмірів вище ніж три називається програмою Морі і з 2006 року є надзвичайно активною галуззю алгебричної геометрії.
Він був нагороджений премією Філдса у 1990 році на Міжнародному конгресі математиків.
Він — професор Кіотського університету з 1990 року.

## Вибрані публікації
- Mori, Shigefumi (1979). Projective manifolds with ample tangent bundles. Ann. Of Math. The Annals of Mathematics, Vol. 110, No. 3. 110 (3): 593—606. doi:10.2307/1971241. Архів оригіналу за 27 квітня 2016. Процитовано 29 жовтня 2010.
- Mori, Shigefumi (1982). Threefolds whose canonical bundles are not numerically effective. Ann. Of Math. The Annals of Mathematics, Vol. 116, No. 1. 116 (1): 133—176. doi:10.2307/2007050. Архів оригіналу за 9 жовтня 2016. Процитовано 29 жовтня 2010.
- Mori, Shigefumi (1988). Flip theorem and existence of minimal models for 3-folds. J. Amer. Math. Soc. Journal of the American Mathematical Society, Vol. 1, No. 1. 1 (1): 117—253. doi:10.2307/1990969. Архів оригіналу за 3 березня 2016. Процитовано 29 жовтня 2010.